# Тредстоун
«Тредстоун» (англ. Treadstone) — американский экшен-телесериал, основанный на фильмах о Джейсоне Борне. Ранняя премьера состоялась 24 сентября 2019 года на канале USA Network, а официальная премьера — 15 октября 2019 года.

## Сюжет
Секретная программа ЦРУ «Тредстоун» превращает оперативников в смертоносных убийц с помощью модификаций поведения. Несколько подобных «спящих» агентов в разных уголках мира неожиданно оказываются активированными для выполнения загадочной миссии.

## В ролях

### Основной состав
- Джереми Ирвин — Джон Рэндольф Бентли
- Трейси Ифейчор[англ.] — Тара Коулман
- Хан Хё Джу — Союн Пак
- Омар Метуолли[англ.] — Мэтт Эдвардс
- Брайан Джейкоб Смит — Даг Маккензи
- Габриэля Шарнитцкая — Петра Андропова
- Эмилия Шюле[англ.] — Петра Андропова в юности
- Мишель Форбс — Эллен Беккер

### Второстепенный состав
- Майкл Гэстон — Дэн Левина
- Чун Ву Сё — Дей Парк
- Мин Чжун Ву — Чжин Ву
- Тесса Хобрич[англ.] — Саманта Маккензи
- Патрик Фьюгит — Стефан Хайнес (в титрах указан как «специальная приглашённая звезда»)
- Ли Джон Хук[англ.] — Колонель Шин
- Оливер Уокер[англ.] — Мэтисон
- Хасан Шрути — Нира Пэталь
- Мераб Нинидзе — Юрий Лениов

## Список эпизодов

### Сезон 1 (2019)
| № общий                                                                                           | № в сезоне | Название                                | Режиссёр      | Автор сценария | Дата премьеры   | Произв. код | Зрители в США (млн) |
| ------------------------------------------------------------------------------------------------- | ---------- | --------------------------------------- | ------------- | -------------- | --------------- | ----------- | ------------------- |
| 1                                                                                                 | 1          | «Протокол цикады» «The Cicada Protocol» | Рамин Бахрани | Тим Кринг      | 15 октября 2019 | 101         | 0.81                |
| Из мира Джейсона Борна агенты по всему миру "пробуждаются", чтобы возобновить смертельные миссии. |            |                                         |               |                |                 |             |                     |
| 2                                                                                                 | 2          | «Заговор квонов» «The Kwon Conspiracy»  | Алекс Грейвз  | Тим Кринг      | 22 октября 2019 | 102         | 0.53                |
| Бентли возвращается в ЦРУ. Тара ездит за границу. Эдвардс копает глубже. Дагу снятся кошмары.     |            |                                         |               |                |                 |             |                     |
| 3                                                                                                 | 3          | «The Berlin Proposal»                   | Неизвестно    | Неизвестно     | 29 октября 2019 | 103         | 0.59                |
| 4                                                                                                 | 4          | «The Kentucky Contract»                 | Неизвестно    | Неизвестно     | 5 ноября 2019   | 104         | 0.42                |
| 5                                                                                                 | 5          | «The Bentley Lament»                    | Неизвестно    | Неизвестно     | 12 ноября 2019  | 105         | 0.52                |
| 6                                                                                                 | 6          | «The Hades Awakening»                   | Неизвестно    | Неизвестно     | 19 ноября 2019  | 106         | 0.41                |
| 7                                                                                                 | 7          | «The Paradox Andropov»                  | Неизвестно    | Неизвестно     | 26 ноября 2019  | 107         | 0.50                |
| 8                                                                                                 | 8          | «The McKenna Erasure»                   | Неизвестно    | Неизвестно     | 3 декабря 2019  | 108         | 0.53                |
| 9                                                                                                 | 9          | «The Seoul Asylum»                      | Неизвестно    | Неизвестно     | 10 декабря 2019 | 109         | 0.50                |
| 10                                                                                                | 10         | «The Cicada Covenant»                   | Неизвестно    | Неизвестно     | 17 декабря 2019 | 110         | 0.37                |

## Производство

### Разработка
13 мая 2020 года американский телеканал USA Network отменил сериал после одного сезона.

### Кастинг
8 ноября 2018 года было официально объявлено, главные роли получили Джереми Ирвин и Брайан Джейкоб Смит. 14 января 2019 года стало известно, что к основному составу присоединились Омар Метуолли, Трейси Ифейчор, Хан Хё Джу, Габриэль Шарницкий и Эмилия Шюле. Мишель Форбс, Майкл Гэстон и Хасан Шрути.

## Отзывы критиков
На сайте-агрегаторе оценок Metacritic сериал получил 47 % процентов на основе семи рецензий критиков, что означает в «основном средние или смешенные отзывы». На Rotten Tomatoes сериал имеет 44 % процента «свежести» на основе 16 рецензий критиков.